# 宅地造成
宅地造成（たくちぞうせい Residential Land Development）とは、森林や山林、農地、原野などの宅地以外の土地を住宅地などにするために転換整地し、あるいは沼沢地や水面を埋立などによって住宅や工場といった建築敷地や市街地といった用地を造り出す等、土地の形質を変更する造成のこと。
一般に街区（住区）及び画地、道路、公園緑地、擁壁、給水設備、排水設備、電気設備等から成る。
通常は土地の整地のほか、道路の新設や建築敷地の区画割りを行って社会基盤施設である上下水道や電気、電話、ガス関連施設を完備させる必要がある。
また、工場や貨物基地といった諸施設の跡地を住宅地などにするなど、もともと宅地である土地の形質変更も形質変更が伴えばこれも宅地造成と呼ばれている。

## 概要
国や地域の都市計画法といった土地に関する法では、一定規模以上の土地開発のため宅地造成事業や宅地開発事業などによって宅地造成する場合、当該自治体などから開発許可を受ける必要があると定めている場合がある。
日本の場合では、宅地造成等規制法において、都道府県知事などが、宅地造成に伴うがけ崩れや土砂災害などが生ずる恐れが大きい市街地等について、災害を未然に防ぐのに必要な措置を講じた一定基準以上の宅地造成工事を義務付ける区域である宅地造成工事規制区域を指定することができると定めている。
「一定基準以上の宅地造成工事」とは、具体的には、
切土が生じる場合、高さ2メートルを超える崖を生じる工事、
盛土の場合で、高さ1メートルを超える崖を生じる工事、
切土・盛土を同時に行うとき、盛土が1メートル以下でも切土とあわせて高さが2メートルを超える崖を生じる工事、
切土・盛土による高低差に関係なく、宅地造成面積が500平方メートルを超える宅地造成工事
などである。
この宅地造成でいう崖とは地表面が水平面に対し30度を超える角度をなす土地のことであって、風化の著しいものを除いた硬岩盤以外のものをしめしていることに留意。
軟弱な土地、崖崩れ、あるいは出水のおそれがある土地等には下記の通り切土 盛土 地盤の改良、のり面保護、擁壁及び排水施設の設置等安全上及び衛生上必要な措置を講じる。
- 原則として周辺道路より高くし、良好な居住性を確保する
- 一戸建て住宅用地としては、短辺25から50メートル、長辺80から120メートル程度とし、一戸建て建設に適当な広さ の画地に分割
- 造成勾配は南傾斜の場合12 %以下北傾斜の場合10 %以下とするのが望ましく、丘陵地等でも30 %を限度とする
- 街区及び画地の境界には主要な場所にコンクリート製等の界標を設置する

なお、盛土をする場合には盛土した後の地盤に雨水その他地表水の浸透によって地盤の緩み、沈下、また崩壊が生じないよう締固め、その他の措置を講ずる
道路
歩行者及び車両の交通の安全等のために幹線道路、区画街路等の道路を以下の通り設ける。
- 両端が他の道路に接続したもの
- 道が同一平面で交差、もしくは接続、または屈曲する箇所は、角地の隅角をはさむ辺の長さ2 mの二等辺三角形の部分を道に含むすみ切りを設けたもの
- 砂利敷その他ぬかるみとならない構造であるもの
- 縦断勾配が12 %以下であり、かつ、階段状でないもの
- 道及びこれに接する敷地内の排水に必要な側溝、街渠その他の施設を設けたもの

### 宅地造成にかかる費用と積算
宅地造成費は、土地の相続税評価において、雑種地等を評価する際、現在宅地ではない土地を宅地化する場合に発生する算定費用である。これは、試算対象となる土地が市街地農地や市街地周辺農地、市街地山林や市街地原野といった雑種の土地に該当する場合、宅地比準方式による評価額の算定が可能となっている。
このとき、土地を宅地とみなして計算した評価額から宅地化に必要となる宅地造成費を控除して評価額を決定することができる。
宅地造成工事費は都道府県ごとに毎年定められることとなっており、国税庁のウェブサイトにある財産評価基準で確認することができる。その構成はつぎのとおり。
1. 整地費 - 整地費とは、地面を平らにし、建築などに適する地面に整えるための費用。土盛工事を行った後の地ならしも含む。整地を必要とする1平方メートルあたりの費用が定められている。
2. 伐採・抜根費 - 土地に樹木が生育している場合に、伐採し、抜根するためにかかる費用。必要面積1平方メートルあたりの費用が定められている。ただし、土地上の樹木が整地工事で取り除くことができる程度である場合には、伐採・抜根費を別途算定はしない。
3. 地盤改良費 - 湿地など、宅地化にあたり地盤の改良工事が必要な場合に算定することができる。必要面積1平方メートルあたりの費用が定められている。
4. 土盛費 - 土地が道路よりも低い位置にある場合、宅地化には道路と同じ高さにするために土砂を搬入する必要があるが、これは土盛工事と呼ばれ、費用として土盛り体積１立方メートルあたりの費用が定められている。
5. 土止費 - 土止費とは土盛工事を行った場合に、土盛した部分の土砂の流出や崩壊を防止するために必要な擁壁工事費用で、擁壁の面積1平方メートルあたりの費用が定められている。
6. 傾斜地 - 土地が3度を超える傾斜となっている場合には、傾斜地として整地費、土盛費、土止費を全て含めた宅地造成費の金額が設定されているが、傾斜地ごとの宅地造成費はいずれも1平方メートルあたりで、3度超5度以下、5度超10度以下、10度超15度以下、15度超 20度以下ごとに定められている。そして傾斜地において伐採・抜根が必要な場合では、平坦地における伐採・抜根費分を加算することができる。

ただし、土地の状態が宅地への転用が難しいと判断される場合、宅地比準方式での試算を用いることができない。

宅地造成工事について内容とその積算は、『宅地造成工事費算定ハンドブック』（津村 孝、清文社 978-4-7960-4865-1 1995年）のほか不動産鑑定士としてこれだけは知っておきたい「宅地造成工事の内容とその積算」の基礎知識 (PDF) （竹本 朗『鑑定ふくおか』Number32,2013年4月号 福岡県不動産鑑定士協会）に詳しい。
不動産鑑定評価等において不動産の価格を求める際、
更地において原価法を適用する場合、
宅地見込地において転換後と造成後の更地を想定した価格を求める場合、
造成地において開発法を適用する場合
に必要なだけでなく、最有効使用を判定する上でも、
さまざまな種別の対象不動産の確認にも
必要であるが、
対象不動産の実地調査において、その土地における土質と地勢等、擁壁、道路、下水道等を確認する場合にも参考となりうる。